# فتاة على الجسر
فتاة على الجسر (بالفرنسية: La fille sur le pont)‏ هو فيلم دراما فرنسي من إخراج باتريس لوكونت وبطولة فانيسا بارادي ودانييل أوتويل. صدر الفيلم في فرنسا في 31 مارس 1999.

## وصلات خارجية
- فتاة على الجسر على موقع IMDb (الإنجليزية)
- فتاة على الجسر على موقع ميتاكريتيك (الإنجليزية)
- فتاة على الجسر على موقع روتن توميتوز (الإنجليزية)
- فتاة على الجسر على موقع نتفليكس (الإنجليزية)
- فتاة على الجسر على موقع ألو سيني (الفرنسية)
- فتاة على الجسر على موقع Turner Classic Movies (الإنجليزية)
- فتاة على الجسر على موقع أول موفي (الإنجليزية)
- فتاة على الجسر على موقع فيلمافينيتي (الإسبانية)
- فتاة على الجسر على موقع قاعدة بيانات الأفلام السويدية (السويدية)
- فتاة على الجسر على موقع قاعدة بيانات الفيلم (الإنجليزية)